# 교정본부
교정본부(矯正本部, Korea Correctional Service)는 대한민국 법무부의 하부조직이다. 경기도 과천시 관문로 47 정부과천청사 1동에 위치하며, 본부장은 고위공무원단 가등급에 속하는 일반직공무원 또는 검사로 보한다.

## 직무
- 교정행정에 관한 종합계획의 수립·시행
- 교정행정 공무원의 배치·교육훈련 및 복무감독
- 지방교정청·교도소·구치소 및 지소의 조직·정원관리에 관한 사항
- 교도소·구치소 및 지소의 순회점검에 관한 사항
- 교정행정 관계 외국제도 연구 및 교정행정 홍보에 관한 사항
- 교도작업 및 감호작업 기본계획의 수립·시행
- 교도작업특별회계 예산의 편성·집행 및 소관 국유재산 관리
- 수형자[2]의 작업장려금·위로금 및 조위금 지급업무의 지도·감독
- 수형자의 직업능력개발훈련에 관한 기본계획 및 예산의 편성·집행
- 국가기술자격 검정시험 지도에 관한 기본계획의 수립·시행
- 수형자 취업·창업지원협의회의 운영 및 석방예정자의 취업알선·지원에 관한 사항
- 수형자의 교육 및 교화에 관한 기본계획의 수립·시행
- 공안 및 공안관련 사범의 교육·교화에 관한 사항
- 수용자[2]의 교화방송에 관한 사항
- 교정위원에 관한 사항
- 수형자의 사회적 처우 및 사회 복귀에 관한 기본계획의 수립·시행
- 사회복귀 지원사업 관련 법인에 대한 인·허가 및 관리·감독
- 교정행정 예산의 편성 및 배정에 관한 기본계획의 수립·시행
- 교도소·구치소 및 지소 조성사업 및 부대장비의 공급, 관리계획의 수립·시행
- 교정행정 공무원의 피복 및 급양(給養)에 관한 사항
- 수용자의 영치금품·피복·급양 및 급식관리위원회의 운영에 관한 사항
- 수용자의 이송·수용구분·규율·계호 및 보안 등 수용자의 수용관리에 관한 사항
- 교정행정 정보화 및 전산장비 운영업무 지도·감독에 관한 사항
- 교도소·구치소 및 지소의 경비, 비상훈련·소방훈련 및 무도(武道)훈련에 관한 사항
- 교정장비에 관한 기본계획의 수립·시행
- 수형자 분류처우에 관한 기본계획의 수립·시행
- 가석방심사위원회 운영 및 관리 등 가석방심사 업무에 관한 사항
- 교정행정 관계 법령의 입안 및 인권·송무에 관한 사항
- 민영교도소 운영의 관리·감독에 관한 사항
- 수용자의 보건위생관리 기본계획의 수립·시행
- 수용자의 의료, 약제 및 질병예방 등에 관한 사항
- 의료장비의 공급 및 관리 계획의 수립·시행
- 수용자의 건강검진에 관한 계획의 수립·시행
- 수용자에 대한 심리치료에 관한 기본계획의 수립·시행
- 성폭력·아동학대·중독사범의 치료 및 상담에 관한 사항

## 연혁
- 1948년 7월 17일: 법무부의 하부조직으로 형정국을 설치.[3]
- 1962년 5월 21일: 교정국으로 개편. 법무국으로부터 소년과를 이관받음[4]
- 1982년 12월 29일: 교정행정의 전산화 개시.
- 1999년 3월 1일: 교정행정정보시스템(Neo-CIs) 구축 운영.
- 2005년 8월 4일: 보호감호제도 폐지.
- 2007년 11월 30일: 교정본부로 개편.[5]
- 2016년 9월 5일: 수용자에 대한 심리치료, 성폭력·아동학대·중독사범의 치료 및 상담에 관한 사무를 관장하도록 함.[6]

## 조직
본부장 아래 2단 8과를 두며, 단장은 고위공무원단 나등급에 속하는 일반직공무원으로, 과장은 3급 혹은 4급 일반직공무원으로 보한다.

## 사건·사고 및 논란

### 교정청 또는 교정보호청 신설 논란
2004년 4월 22일 법무부가 정책자료집 '인권 존중의 법 질서'를 통해 교정국과 보호국을 통합해 외청인 교정보호청을 설치하기로 하고 2004년 10월 준비에 들어가 2006년 설립할 계획이다. 우선 전국 45개 교정시설의 수용인원 정원은 4만4천여명이지만 현재 1만6천명이 초과 수용돼 있고 여러 수용자가 방 하나를 쓰는 혼거(混居)실의 경우 1인당 수용면적이 지난해 말 0.5평에 불과하여 이를 일본 수준(0.78평)인 0.75평까지 순차적으로 늘릴 방침이다. 또한 2010년까지 1조2천억원을 투입, 순천.광주 등 4개 교도소를 증·개축하고 정읍교도소와 속초구치소 등 17개의 교정시설을 새로 세우기로 했다.
2004년 6월 11일 한국보호관찰학회(회장 김일수 고려대 법과대학 교수)가 경기도 성남시 경원대학교 새롬관에서 개최한 2004년도 하계 학술대회에서 한영수 교수(경원대 법학과)가 '보호관찰 조직구조의 발전방향'이란 주제발표를 통해 교정보호청을 신설할 경우 기존의 법무부 교정국과 보호국을 단순 결합하는 수준에 그쳐서는 안되고 사회 내 처우를 담당하는 '보호관찰국'을 신설해 사회내처우와 시설내처우가 수평적이고 대등한 관계로 유지돼야 한다는 주장했다. 또 황만성 부연구위원(한국형사정책연구원)은 "보호관찰 시행 15주년을 맞이해 보호관찰제도의 재도약이 요구되고 있으나 기존의 조직과 인력으로는 한계가 있어 지속적인 인력충원과 함께 효율적 보호관찰 지원체계를 마련해야한다"라고 주장했다. 정진호 법무부 보호국장, 강영철 단국대 법과대학장, 이무웅 교정전문학교장 등 회원 1백20여명이 참석한 이날 학술대회에서는 참여정부 출범 이후 정부조직의 개편 방향에 따른 보호관찰 조직 및 인력운용의 개선방안, 법무부에서 논의되고 있는 교정보호청의 조직 설계방향 등에 대한 발표와 열띤 토론이 전개됐다.
2004년 6월 23일 법무부는 보호관찰제도 도입 15주년을 맞아 강금실 장관을 비롯, 정진호 보호국장 및 일선 보호관찰관 등 70여 명이 참석한 가운데 "보호관찰 수요급증에 따른 보호관찰제도 조직개편 방향"과 "보호관찰 업무혁신 실천방안"등을 마련하기 위한 워크숍을 열었다. 워크숍에 참석한 보호관찰관들은 "지난 1989년 제도 도입 이후 18배 이상 업무량이 폭증해 전국 33개 보호관찰소에서 연간 15만 명의 범죄인을 관리하고 있는데도 이를 총괄하는 법무부 내 조직은 1개과 13명의 직원에 불과한 실정"이라며 법무부 내 보호관찰 담당부서의 대폭 보강 필요성을 제기했으며 일부 보호관찰관들은 "법무부 조직개편과제로 논의되고 있는 교정보호청 신설이 법무부 교정국과 보호국의 기존 조직을 단순 결합하는 수준에 그쳐서는 안되고 사회내 처우와 시설내 처우가 균형적으로 발전할 수 있도록 하는 계기가 돼야 한다"고 주장했다.
2005년 5월 23일 국회 귀빈식당에서 열린 '교정행정 및 조직'의 혁신을 위한 입법토론회에서 토론회를 주최한 열린우리당 문학진 의원은 "교정행정의 전문성 제고와 교정조직의 효율적 관리, 감독을 통한 범죄자의 재범방지와 성공적인 사회복귀라는 교정정책의 근본목적을 실현하기 위해 교정국을 법무부의 외청인 교정청으로 독립시키는 것은 이제 더 이상 미룰 수 없는 과제"라고 주장했다. 특히 문 의원은 "교정국을 교정청으로 독립시키는 것은 더 이상 미룰 수 없는 과제"라며 "교정청 독립을 위한 '정부조직법 개정안'과 '교정청법'을 의견수렴을 거쳐 5월 말까지 국회에 제출하겠다"고 밝혔다. 한편, 법무부 교정국은 인력규모상 16개 외청 중 경찰청(9만7202명), 소방방재청(2만8332명), 국세청(1만7023명)에 이어 네 번째인 거대 조직이다.
2005년 6월 열린우리당 문학진 의원이 대표 발의한 '교정청법제정안'은 법무부 외청으로 교정청을 신설하는 입법안으로 준비 단계부터 심혈을 기울여 왔다. '교정청법제정안'은 법무부 산하 교정조직을 체계적인 지휘계통에 따라 효율적으로 관리·감독하고 교정행정의 전문성 제고를 위해 법무부의 외청으로 '교정청'을 신설하는 내용으로 교정공무원의 교육훈련을 담당하기 위한 교정연수원, 교정행정에 관한 사항을 심의의결하기 위해 7인으로 구성된 교정위원회 등을 설치한다는 내용을 포함하고 있다.
문 의원은 "범죄자의 정상적인 사회 복귀를 통한 재사회화가 교정행정의 주요 목적으로 등장하고 있어 매년 교정 업무가 급증하고 있고, 교정의 세계화 및 사회화 추세에 맞춰 법무부 산하 교정행정 조직도 방대해지고 있다"면서 "그럼에도 교정을 담당하는 중앙행정조직은 법무부 소속 1개 국에 불과한 실정"이라고 말했다. 이어 "교정조직이 방대해지고 있는 만큼 효율적인 지휘통솔과 교정행정의 전문성 및 자율성을 확보해야 한다"면서 "행정수요에 기동성 있게 대응하기 위해서라도 교정국을 교정청으로 독립, 승진시켜야 한다"고 언급했다.
2007년 3월 14일 법무부는 소방방재청이 과거 내무부 소방본부를 거쳐 청으로 승격한 사례를 벤치마킹해, 중간단계로서의 교정본부 설립안을 행정자치부에 제출했다. 법무부는 수용자 인권보호의 필요성이 커지고 교정수요가 늘고 있어, 인원과 예산을 효율적으로 운영하기 위한 조직개편이 필요하다고 설명했으나 행정자치부 등 다른 정부 부처와 논의할 사안인 만큼 연내 실현 여부는 불투명한 상태이다.
2007년 11월 30일 법무부 교정국이 46년만에 교정본부로 확대 개편되었다. 법무부는 급변하는 교정 환경에 능동적으로 대처하기 위해 기존의 1국 1심의관 6과 체제였던 교정국을 1본부 2정책관 9과의 교정본부로 개편한다고 밝혔다.

## 같이 보기
| - 대한민국 법무부 - 서울지방교정청 - 대구지방교정청 - 대전지방교정청 - 광주지방교정청 | - 한국교정학회 - 교도관 계급 - 스탠퍼드 감옥 실험, 필립 짐바르도 - 밀그램 실험, 스탠리 밀그램 - 권위에 대한 복종 - 쇼생크 탈출 - 사면 |